# Jan Zakrzewski (nauczyciel)
Jan Zakrzewski (ur. 4 listopada 1882 w Lisku, zm. ok. 1941/1942 we Lwowie) – polski nauczyciel germanista.

## Życiorys
Urodził się 4 listopada 1882 w Lisku. Był synem Andrzeja (rolnik w Lisku). Uczył się w C.K. Gimnazjum w Sanoku, gdzie w roku szkolnym pobieał stypendium z fundacji Staszewskiego oraz Bielaka, a w 1902 zdał egzamin dojrzałości (w jego klasie byli m.in. Bolesław Keim, Gustaw Kieszkowski, Wiesław Krawczyński, Tadeusz Miękisz, Mieczysław Wygrzywalski). Kształcił się na Uniwersytecie w Heidelbergu. W okresie zaboru austriackiego w ramach autonomii galicyjskiej podjął pracę nauczyciela w specjalizacji języka niemieckiego. Reskryptem C.K. Rady Szkolnej Krajowej z 17 września 1907 jako kandydat stanu nauczycielskiego został mianowany zastępcą nauczyciela w macierzystym sanockim gimnazjum. Uczył języka niemieckiego, a także języka łacińskiego. Rozporządzeniem C.K. Rady Szkolnej Krajowej z 23 grudnia 1909 otrzymał urlop do końca roku szkolnego 1909/1910. Od roku szkolnego 1910/1911 ponownie uczył w gimnazjum języka niemieckiego, greckiego, w tym w II półroczu roku szkolnego 1911/1912 przebywał na urlopie, od roku szkolnego 1912/1913 prowadził naukę strzelania dla szkolnej drużyny strzeleckiej (nauka praktyczna odbywała się na wojskowym placu ćwiczeń na Błoniach bądź na Glinicach), a w roku 1913/1914 pracował jako egzaminowany zastępca nauczyciela. Podczas I wojny światowej w roku szkolnym 1915/1916, 1916/1917, 1917/1918, 1918/1919 przebywał w niewoli rosyjskiej jako jeniec wojskowy. Wraz z polskimi oficerami-jeńcami przebywał nadal na Syberii w 1920. Po powrocie z niewoli rosyjsko-bolszewickiej do niepodległej II Rzeczypospolitej, ponownie podjął ponownie pracę w przemianowanym Państwowym Gimnazjum im. Królowej Zofii w Sanoku; do końca listopada 1921 przebywał na urlopie dla poratowania zdrowia, po czym pracował jako egzaminowany nauczyciel od 1 grudnia 1921, ucząc języka niemieckiego, a także języka łacińskiego, języka greckiego oraz języka francuskiego. Współtworzył powołany 7 sierpnia 1921 sanocki oddział Związku Strzeleckiego „Strzelec”.
Od 1 maja 1925 czasowo zastępował dyrektora Państwowego Gimnazjum w Brzozowie, dr. Sebastiana Flizaka. W listopadzie 1925 i w sierpniu 1926 otrzymywał zniżkę godzin wykładowych do połowy celem prowadzenia kierownictwa kursów żeńskich gimnazjalnych w Sanoku. 29 stycznia 1922 został wybrany zastępcą skarbnika sanockiego koła Towarzystwa Nauczycieli Szkół Średnich i Wyższych.
Rozporządzeniem Ministra Wyznań Religijnych i Oświecenia Publicznego z 20 czerwca 1927 został przeniesiony ze stanowiska profesora Gimnazjum Państwowego im. Królowej Zofii w Sanoku na stanowisko dyrektora II Gimnazjum Państwowego im. Marszałka Józefa Piłsudskiego w Stanisławowie. Stanowisko dyrektora II Gimnazjum w Stanisławowie sprawował w kolejnych latach (w roku szkolnym 1928/1930 uczył w tej szkole historii). 6 września 1931 w II Gimnazjum w Stanisławowie odbyło się pożegnanie dyrektora Zakrzewskiego, który na własną prośbę został przeniesiony na stanowisko nauczyciela do VIII Państwowego Gimnazjum im. Króla Kazimierza Wielkiego we Lwowie (jego następcą na stanowisko dyrektora stanisławowskiego II Gimnazjum został Stanisław Umański, niegdyś także zesłaniec syberyjski). W tym gimnazjum był nauczycielem języka niemieckiego do kresu II Rzeczypospolitej w 1939. Wśród jego uczniów byli m.in. Zbigniew Herbert, Zdzisław Ruziewicz.
Po wybuchu II wojny światowej w trakcie okupacji sowieckiej pozostawał nauczycielem II gimnazjum lwowskiego, przemianowanego na Szkołę Średnią Nr 14 z polskim językiem wykładowym. Do tego czasu zamieszkiwał przy ulicy Adama Ponińskiego we Lwowie (późniejsza ul. Iwana Franki). Wkrótce po zakończeniu roku szkolnego 1940/1941 zmarł na zapalenie płuc.

## Odznaczenia
- Złoty Krzyż Zasługi (udekorowany 25 marca 1939)[39]

austro-węgierskie
- Brązowy Medal Jubileuszowy Pamiątkowy dla Sił Zbrojnych i Żandarmerii (przed 1914)[40]
- Medal Jubileuszowy Pamiątkowy dla Cywilnych Funkcjonariuszów Państwowych (przed 1914)[40]
- Krzyż Jubileuszowy dla Cywilnych Funkcjonariuszów Państwowych (przed 1914)[40]